# Tanzania na Mistrzostwach Świata w Lekkoatletyce 2013
Tanzania na Mistrzostwach Świata w Lekkoatletyce 2013 – reprezentacja Tanzanii podczas czempionatu w Moskwie liczyła 2 zawodników.

## Występy reprezentantów Tanzanii
| Konkurencja      | Zawodnik               | Runda 1  | Runda 1 | Półfinał | Półfinał | Finał        | Finał   |
| Konkurencja      | Zawodnik               | Rezultat | Pozycja | Rezultat | Pozycja  | Rezultat     | Pozycja |
| ---------------- | ---------------------- | -------- | ------- | -------- | -------- | ------------ | ------- |
| Maraton mężczyzn | Mohamed Ikoki Msandeki | —        | —       | —        | —        | 2:24:20 (SB) | 39.     |
| Maraton mężczyzn | Faustine Mussa         | —        | —       | —        | —        | 2:20:51      | 34.     |